# چژف کوشچیلنه
چژف کوشچیلنه (به لهستانی:  Czyżew Kościelny) یک روستا در لهستان است که در گمینا چژو واقع شده‌است. چژف کوشچیلنه ۴٬۰۰۰ نفر جمعیت دارد.